# شيهري (فلم)
شيهري (بالانجليزية: الوجوة) هو فيلم إثارة وغموض هندي لعام 2021 من إخراج رومي جافري وإنتاج أناند بانديت مع شركة ساراسواتي إنترتينمنت برايفت ليمتد. بطولة أميتاب باتشان وعمران هاشمي في أدوار رئيسية،  وكريستال دي سوزا، ريا شاكرابارتي، سيدهانث كابور، آنو كابور، أليكسس أونيل، سمير سوني، دريتيمان تشاترجي وراجهوبير ياداف في الأدوار الثانوية وهو اقتباس غير معتمد للرواية الألمانية لعام 1956 «لعبة خطرة» بقلم فريدريك دورنمات.
تم الإعلان عن الفيلم في 11 أبريل 2019 وبدأ التصوير في 10 مايو 2019. كان من المقرر إطلاقه في جميع أنحاء العالم في 17 يوليو 2020،  ولكن تم تأجيله بسبب جائحة فيروس كورونا. صدر الفيلم في النهاية في دور العرض في 27 أغسطس 2021.

## القصة
سمير ميهرا (عمران هاشمي)، رجل أعمال يحتمي في منزل رجل عجوز في الجبال وسط عاصفة ثلجية خطيرة. تم تقديمه إلى جاغديش أشاريا (دريتيمان شاترجي) بدور قاض متقاعد، بارامجيت سينغ بولار (أنو كابور) بدور محامي دفاع مشهور، آنا ماثيوز (ريا شاكرابارتي) بدور خادمة المنزل وانضم إليهما فيما بعد لطيف زيدي (أميتاب باتشان) بدور المدعي العام الشهير الذي يتمتع بذكاء حاد بالتفاصيل.
يبدأ لطيف محادثة مع سمير لمعرفة ما إذا كان هو الشخص المناسب للعبة عملية يلعبونها فيما بينهم. يقدم سمير نفسه كمدير تنفيذي ناجح وطموح لوكالة إعلانية حقق كل شيء بمفرده منذ أن أصبح يتيمًا من سن 15 عامًا. وعندما يأخذ سمير استراحة بالطابق العلوي، يتحدث لطيف مع اصدقائه بأنه متأكد تمامًا من أن سمير هو الشخص المناسب للعبتهم، وبما أن الجميع يقدر رأيه، فإنهم يوافقون على ذلك.
الكل يجبر سمير على لعب اللعبة ويوافقه بإستفزازه بالكلام. في وقت لاحق، انضم إليهم جو ماثيوز (سيدهانث كابور)، وهو مدان سابق متهم بالقتل. أخبر جاغديش سمير أنه هو من أصدر الحكم في قضية جو حيث تم القبض عليه وهو يقتل شخص الذي اعتدى جنسياً على أخته، والآن بعد أن قضى عقوبته، أصبحوا جميعًا على علاقة جيدة معه.
اللعبة عبارة عن محاكمة صورية حيث قاموا بإنشاء محكمة ومناقشة بعض القضايا الشهيرة. يوافق سمير على أن يكون المدعى عليه لأن آنا شجعته للعب اللعبة. يخبر جاغديش سمير بحقوقه ويخبره أنه يمكنه مقابلة محامي دفاعه، بهولار، لمناقشة قضيته قبل بدء المحاكمة. عندما التقيا كلاهما على انفراد، أخبر سمير بهولار أنه لم يرتكب أي جريمة، لذا فإن قضيته لن تقف في المحكمة، لكن بهولار يعارض ذلك، قائلاً إن الذهاب دون أي تهمة جنائية في المحكمة الصورية أمر خطير لأن المدعي العام سيكون عنده الحرية الكاملة في توجيه الاتهام إليك بأي شيء. يرفض سمير هذه الفكرة ويقول إنه سيذهب دون أي تهمة.
مع بدء المحكمة، كان لطيف قادرًا على استخلاص تفاصيل حميمة عن حياة سمير المهنية، والتي يجيب سمير عليها بسذاجة جميع الأسئلة بصدق في البداية، لكن لطيف قادر على الإشارة بشكل صحيح إلى أنه كان على علاقة مع زوجة رئيسه. وبعد المزيد من التحقيقات، خلص إلى أن سمير تواطأ مع زوجة رئيسه لقتله ثم تقدم لاحقًا إلى منصب الرئيس التنفيذي. في هذه المرحلة، تصبح المحاكمة الصورية حقيقية ويخبر القاضي أنه سيتم صياغة التهم وتبدأ المحاكمة. ثم يعطي الدفاع وقتا للتحضير للمحاكمة.
خلال هذا الاستراحة، يعرف سمير أن هاريا جلاد متقاعد وأن جو هو في الواقع شقيق آنا. أصبح سمير خائفًا ويحاول الهروب من المنزل، لكن جو يمنع حدوث ذلك. يدرك سمير بأنه محاصر تمامًا. مع بدء المحاكمة، يقدم لطيف مقطع فيديو من هاتف سمير كدليل على علاقته غير المشروعة مع ناتاشا (كريستال دي سوزا) وزوجة رئيسه الراحل جي إس أوسوال (سمير سوني) وتآمرهم لقتله. يتناقش بهولار ولطيف بحماس في المحكمة وأخيراً صدر حكم بالإدانة ومعاقبته بالإعدام. ويصر الجميع على أن يصعد سمير إلى الطابق العلوي مع الجلاد، ويُفترض أن يُشنق حتى وفاته. سمير يسخر منهم قائلا إنهم مجرمون حقيقيون يشنقون الناس بسبب لعبتهم الصغيرة. يرد لطيف أن المحاكمة بأكملها سجلت بواسطة جهاز تسجيل فيديو، وفي كلتا الحالتين، سيعاقب في هذه المحكمة أو في محكمة حقيقية. ليفوم سمير بعدها بسحب مسدس ويهدد الجميع، ويأخذ جهاز التسجيل ويهرب من المنزل ليقوم الجميع بالسعي وراءه. تمكن سمير من تدمير جهاز التسجيل، ويكمل هربه بسرعة، ليسقط من اعلى الجرف الجليدي ويلقى حتفه، وبالتالي يخدم العدالة الشعرية لجريمته.

## الممثلين
- أميتاب باتشان بدور لطيف الزيدي، مدع عام معروف
- عمران هاشمي بدور سمير ميهرا رجل الأعمال
- أنو كابور في دور بارامجيت سينغ بولار، محامي دفاع متقاعد
- دريتيمان شاترجي بدور جاغديش أشاريا
- راجهوبير ياداف بدور هرية جادهاف جلاد متقاعد
- كريستال دي سوزا في دور ناتاشا أوسوال، عشيقه سمير وشريكته لاحقًا
- سمير سوني بدور اسوال، زوج ناتاشا
- ريا شاكرابارتي بدور آنا ماثيوز.[12]
- سيدهانث كابور في دور جو كوست
- أليكسس أونيل في دور ريتشارد الكسندر

## الإنتاج
بدأ التصوير في 10 مايو 2019. تم اختيار كريتي خارباندا في البداية لتمثيل دور البطولة في الفيلم لكنها تركت بسبب تداعيات مع صانعي الفيلم. تم استبدالها بـ كريستال دي سوزا 

## الاستقبال
عند إطلاق العرض الاول، تلقى الفيلم آراء متباينة وإيجابية من نقاد الفيلم.

## روابط خارجية
- مقالات تستعمل روابط فنية بلا صلة مع ويكي بيانات